# 梅吉比日

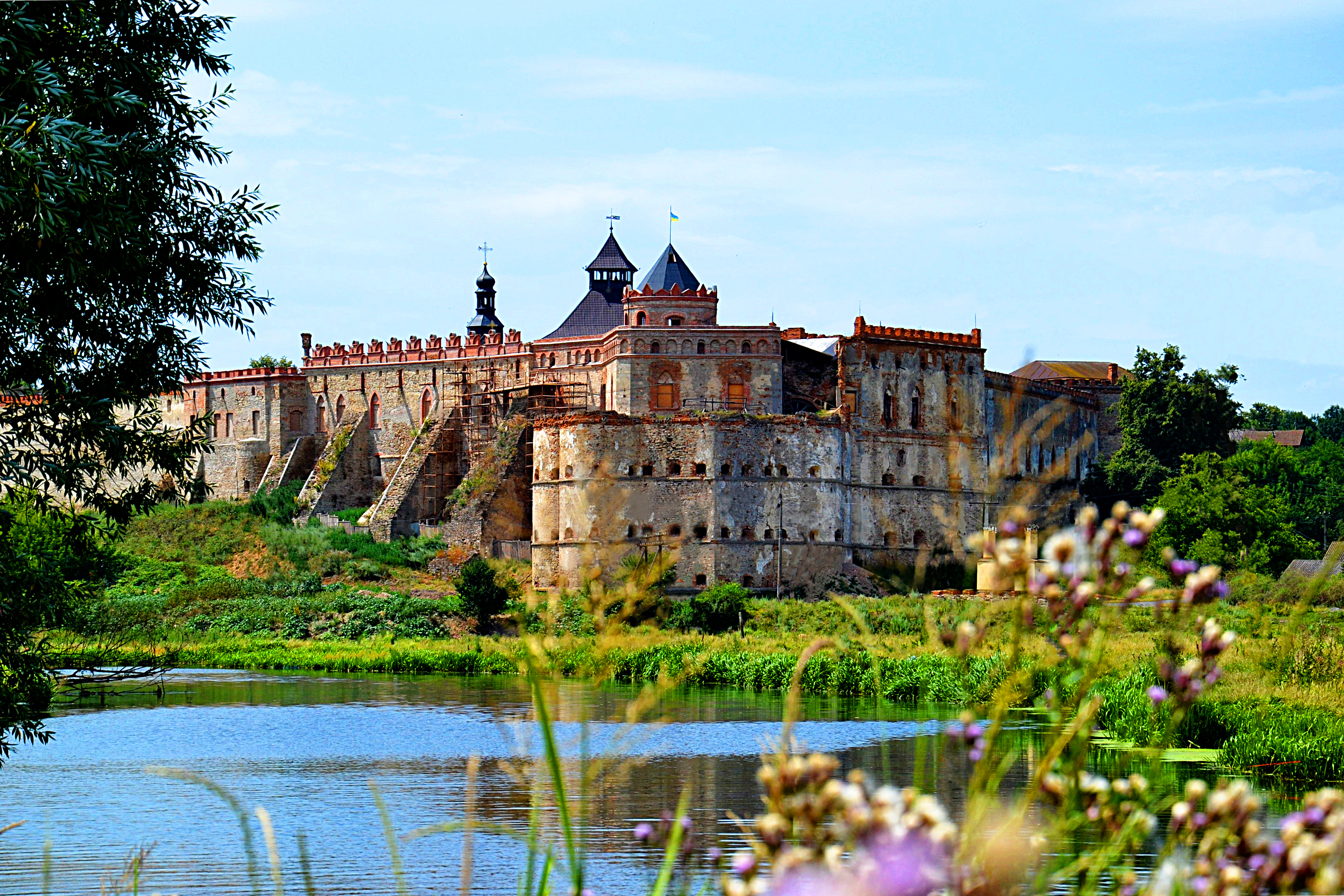
梅吉比日堡

梅吉比日（烏克蘭語：Меджибіж），或译为梅吉博日，是烏克蘭西部赫梅利尼茨基州赫梅利尼茨基區梅吉比日市镇内的市級鎮，及该市镇的行政中心。距離赫梅利尼茨基25公里，始建於1146年，面積2.38平方公里，2015年人口1,456，人口密度每平方公里611.76人。